# Бєлінський Вацлав Варфоломійович
Владислав Варфоломійович Белінський (1872 , Подільська губернія  — січень 1918 , Київ, Київська губернія, УНР ) — київський робітник-революціонер, член РСДРП.

## Біографія
За походженням селянин Подільської губернії. Переїхав до Києва, де працював слюсарем залізничних майстерень. У 1903 році представник соціал-демократичного гуртка робітників залізниці в Києві, у 1904 році був заарештований. Під час жовтневих подій 1905 року агітував за страйк серед робочих залізниці. У 1906 році був членом бойової дружини Київської підпільної організації РСДРП.
В 1918 році — учасник Січневого збройного повстання, під час якого загинув.

## Пам'ять
У 1926—2015 роках на його честь в Києві було названо провулок (нині провулок Алли Горської).